# Francisco de Lacerda
Francisco Inácio da Silveira de Sousa Pereira Forjaz de Lacerda (Ribeira Seca, 11 de maio de 1869 — Lisboa, 18 de julho de 1934), mais conhecido por Francisco de Lacerda, foi um musicólogo, compositor e maestro português.
Além de produzir uma valiosa obra musical como compositor, teve uma notável carreira internacional, tendo sido chefe de orquestra em Portugal, Suíça e França. Embora a sua principal actividade tenha sido a de chefe de orquestra, foi também conferencista, estudioso do folclore e professor de direcção de orquestra, tendo tido alguns alunos que se tornaram célebres. Foi um dos fundadores da Filarmónica de Lisboa.

## Biografia

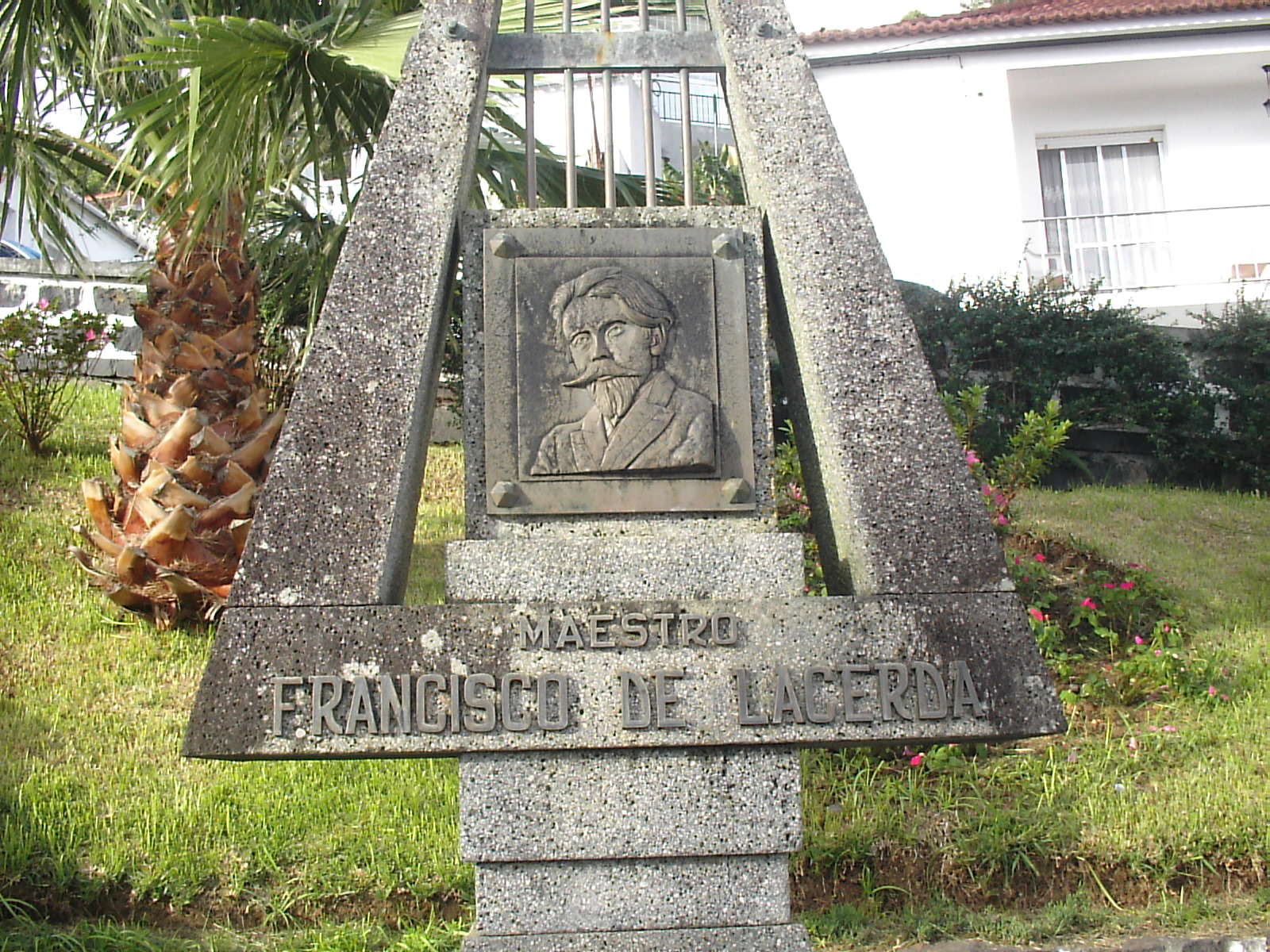
Jardim Francisco de Lacerda, Monumento a Francisco de Lacerda, vila da Calheta, ilha de São Jorge, Açores.

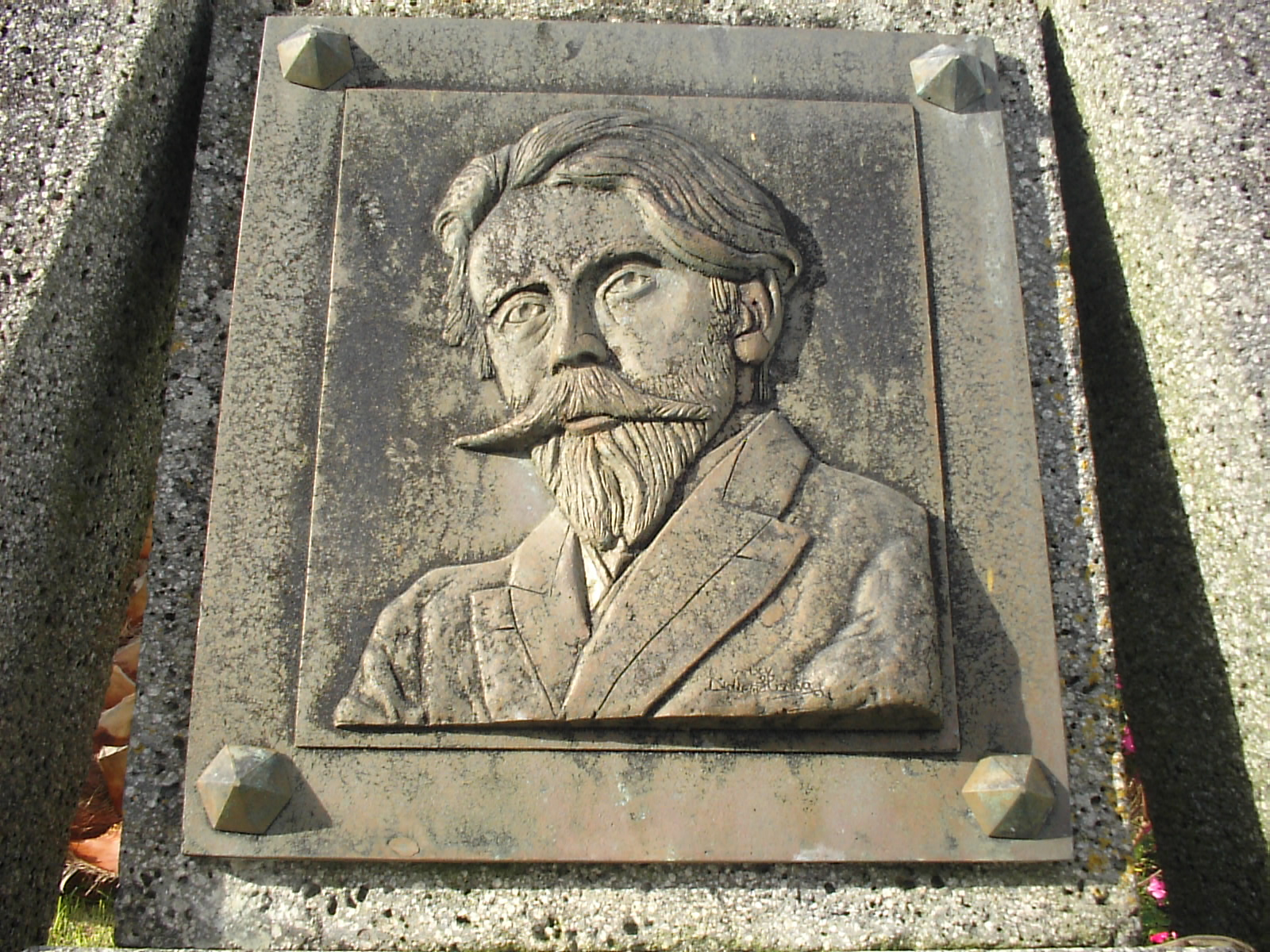
Monumento a Francisco de Lacerda, pormenor. Jardim do mesmo nome na vila da Calheta, ilha de São Jorge, Açores.

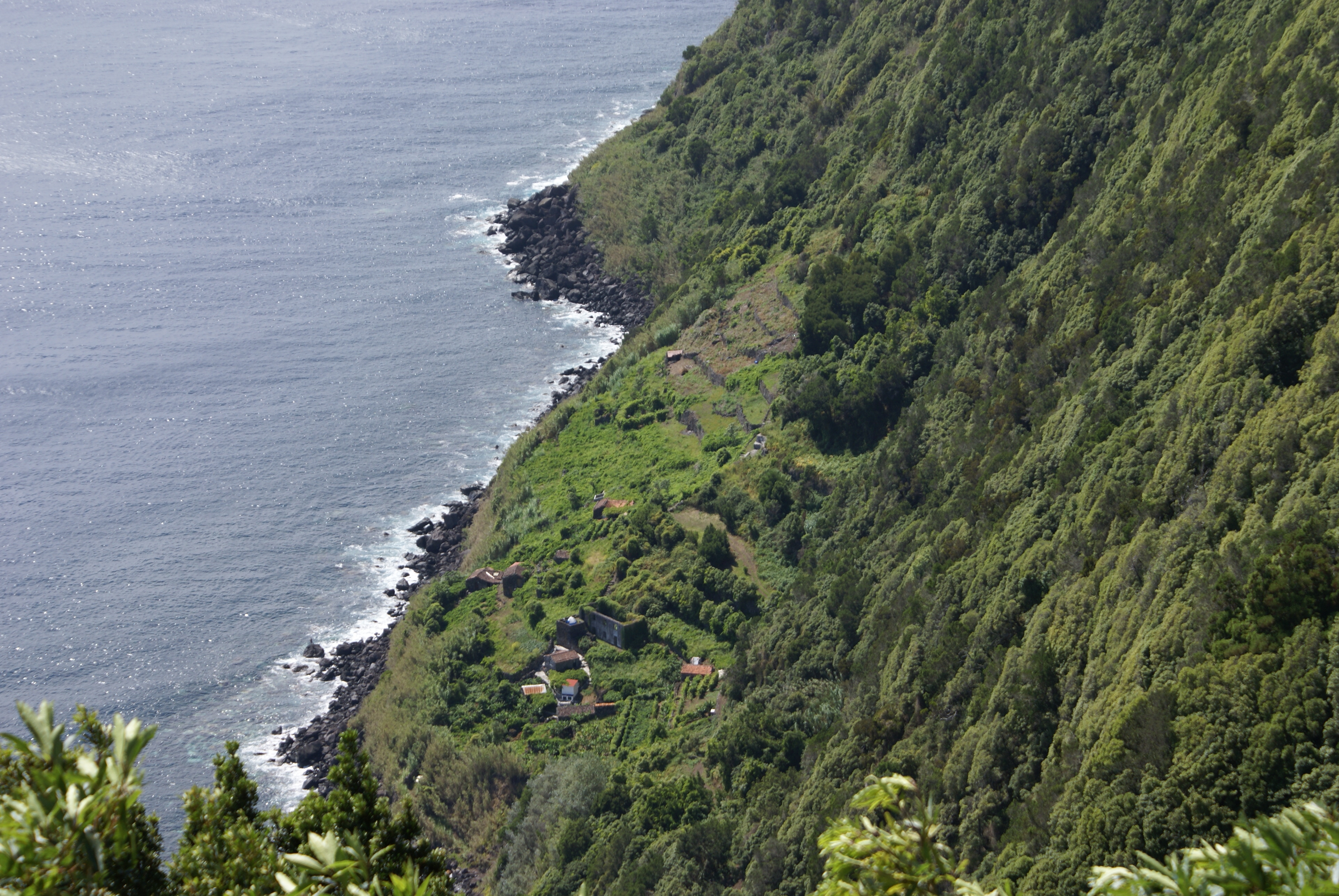
Fajã da Fragueira, em primeiro plano e em ruínas, a casa que foi do Maestro Francisco de Lacerda, Ribeira Seca, Calheta.

Foi filho de João Caetano de Sousa e Lacerda, de quem, a partir dos 4 anos de idade, recebeu as primeiras lições de música e de piano. A família de Lacerda era ao tempo uma das mais antigas e mais influentes da ilha, descendente da velha aristocracia da época do povoamento insular. Foi irmão do médico, poeta e político José de Lacerda.
Ainda adolescente veio para Angra do Heroísmo, na ilha Terceira, onde frequentou o Liceu de Angra do Heroísmo. Concluídos os seus estudos secundários, partiu para a cidade do Porto, onde se matriculou no curso de Medicina. Interessado pela música, acabou por abandonar os estudos médicos para se dedicar exclusivamente à música.
A conselho do seu professor António Maria Soler, professor de piano e compositor, mudou-se para Lisboa, onde se matriculou no Conservatório Nacional, onde veio a ser aluno de José António Vieira, Francisco de Freitas Gazul e Frederico Guimarães. Concluiu o curso em 1891 com elevada classificação, sendo, no ano seguinte, contratado como professor de piano daquela escola.
Francisco de Lacerda obteve em 1895 uma bolsa de estudos do Estado português que lhe permitiu ir para Paris com o objectivo de aperfeiçoar os seus conhecimentos musicais. Naquela cidade foi aluno, entre outros, de Émile Pessard (harmonia), Louis-Albert Bourgault-Ducoudray (história da música) e Charles-Marie Widor (contraponto e órgão).
Permanecendo em Paris, em 1897 ingressou na Schola Cantorum, prosseguindo a sua formação teórica e de aperfeiçoamento no órgão com Felix Alexandre Guilmant e estudos de composição com Vincent d'Indy. Descobrindo no discípulo excepcionais qualidades de maestro, Vincent d'Indy escolheu-o para seu substituto na classe de orquestra. Neste período foi influenciado pela escola francesa de César Franck, Vincent d'Indy, Gabriel Fauré, Maurice Ravel, Francis Poulenc e Paul Dukas, o que se reflectiu decisivamente nas suas composições e no seu estilo de direcção musical.
Depois de ter passado o ano de 1899 na sua ilha natal, aproveitando para realizar alguma recolha folclorística, regressou a Paris. Ali, por influência de Vincent d'Indy, que fora seu professor de órgão e composição e descobrira o seu talento de chefe de orquestra, em 1900 fez a sua primeira aparição pública como chefe de orquestra. O êxito que de imediato conquistou abriu-lhe as portas para uma bem-sucedida carreira à frente de algumas das melhores orquestras europeias em importantes concertos, festivais e temporadas musicais.
Foi nomeado membro do júri da Exposição Universal de 1900, realizada em Paris. Participou na organização da representação de Portugal daquele evento, colaborando com Ressano Garcia, comissário régio, e António Arroio, delegado do Ministério do Fomento do governo português.
Entretanto, viajou pela Europa, assistindo ao Festival de Bayreuth, e recebeu lições dos maestros Artúr Nikisch e Hans Richter.
Em 1904 foi nomeado director dos concertos do Casino de La Baule (La Baule, Loire Atlantique, França). No período de 1905 a 1908 dirige a Associação dos Concertos Históricos de Nantes, por ele fundada e de 1908 a 1912 os concertos da Kursaal da estância termal de Montreux. Aproveitou aquelas oportunidades para apresentar obras de compositores então mal conhecidos, como Alexandre Borodine, Modest Petrovich Mussorgsky, Gabriel Fauré, Ernest Chausson e Claude Debussy.
Na temporada de 1912-1913 foi contratado para dirigir os Grandes Concertos Clássicos de Marselha. Este período, entre 1902 e 1913, marcou o apogeu da sua carreira artística internacional.
No ano seguinte, razões de saúde e questões familiares fazem-no regressar aos Açores, onde durante oito anos se instalou na casa de seus pais, passando grandes temporadas numa pequena casa de veraneio sita na minúscula Fajã da Fragueira, na costa sul da ilha. Atribui-se-lhe a frase Ou a Fragueira, ou Paris.
Neste período prosseguiu os estudos de música folclórica que havia começado anos antes, ao mesmo tempo que se dedicava à composição.
Regressando a Lisboa, em 1921 fundou a Pró-Arte, seguindo-se a Filarmónica de Lisboa, projecto que embora recebido com entusiasmo, rapidamente se gorou face à resistência à mudança no meio artístico português. Entristecido pela incompreensão com que foi recebido em Portugal, voltou para França, iniciando uma carreira como chefe de orquestra que o leva a Paris, Marselha, Nantes, Toulouse e Angers.
No período de 1925 a 1928 voltou a dirigir, com grande sucesso, os Grandes Concertos Clássicos de Marselha. Dirigiu então audições integrais de obras como a Paixão Segundo São João e a Paixão Segundo São Mateus, a Missa em si menor e o Magnificat de Johann Sebastian Bach, a Missa Solene de Ludwig van Beethoven, Um Requiem Alemão de Johannes Brahms, o Parsifal de Wilhelm Richard Wagner, La Vida Breve de Manuel de Falla y Matheu e La Demoiselle Élue de Claude Debussy.
No ano de 1928, motivos de saúde obrigaram-no a suspender a sua carreira e a fixar-se em Lisboa. Orientou então a representação musical portuguesa na Exposição Ibero-Americana de Sevilha (1929) e ocupou-se com investigação sobre folclore e com o estudo de obras musicais portuguesas antigas. Manteve-se nesta actividade até falecer em 1934, vítima de uma longa luta contra a tuberculose pulmonar.
Embora a principal actividade de Francisco Lacerda tenha sido a de chefe de orquestra, foi conferencista, estudioso do folclore e professor de direcção de orquestra. O seu legado inclui os quadros sinfónicos Almourol e Álcacer, música de cena para A Intrusa de Maurice Maeterlinck, música de bailado, peças para órgão, piano, guitarra, trios e quartetos de cordas. As suas Trovas para voz e piano, um conjunto de 36 peças para canto e piano, algumas das quais orquestradas, são obras notáveis retratando uma criação original que procura reflectir a linguagem musical popular portuguesa e açoriana. As suas obras têm integrado o repertório de numerosos artistas.
Embora a sua composição tenha um forte cunho pessoal e original, Francisco de Lacerda foi um símbolo do nacionalismo musical europeu da transição do século XIX para o século XX.
Para além das suas obras musicais, publicou o Cancioneiro Musical Português, do qual saíram 6 fascículos com melodias acompanhadas ao piano. Foi também um poeta de mérito, embora tenha publicado pouco, deixando a maior parte da sua obra inédita.
Francisco de Lacerda é lembrado na toponímia da vila da Calheta e da cidade de Lisboa. A Filarmónica da sua freguesia natal, qua ajudou a fundar custeando instrumentos, lembra-o no seu nome.
Encontra-se colaboração da sua autoria na revista Contemporânea (1915-1926) e também na revista A Arte Musical  (1898-1915) e Homens Livres  (1923).

## Emissão Filatélica

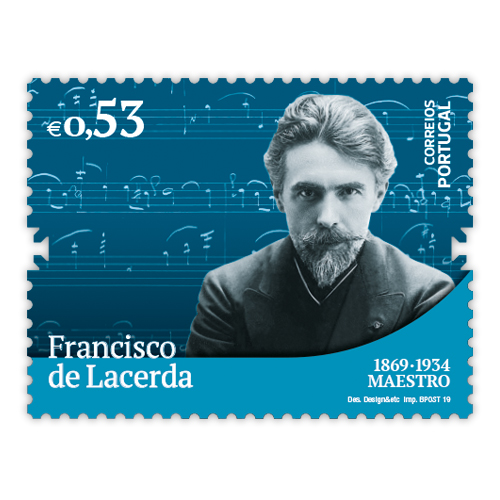

Os CTT – Correios de Portugal lançaram em fevereiro de 2019, a emissão filatélica Vultos da História e da Cultura, na qual homenageiam sete personalidades marcantes da história e cultura portuguesas. Sophia de Mello Breyner Andresen, Fontes Pereira de Melo, Gago Coutinho, Francisco de Lacerda, Fernando Namora, Jorge de Sena e Joel Serrão forem os escolhidos para serem imortalizados nesta emissão dos CTT.
O Museu de Angra do Heroísmo, acolheu em maio de 2019, o lançamento deste selo da República evocativo dos 150 anos do nascimento do maestro Francisco de Lacerda, promovido pelos CTT.
A cerimónia teve início com a conferência ‘Francisco de Lacerda (1869-1934) – aspetos biográficos’, apresentada por Vítor Hugo Fernandes do Castelo, técnico superior do Museu de Angra do Heroísmo, a que se seguiu o lançamento do selo, sobrescrito especial e carimbo evocativos da efeméride, tendo contado com a presença do então presidente dos CTT, Francisco de Lacerda, bisneto do Maestro.
O selo evocativo, que apresenta uma imagem de Francisco de Lacerda baseada numa fotografia pertencente ao espólio do Museu de Angra do Heroísmo, faz parte da coleção ‘Vultos da História e da Cultura’.